# Génesis Romero
Génesis Romero (ur. 6 listopada 1995) – wenezuelska lekkoatletka specjalizująca się w biegach płotkarskich i skoku w dal.
W 2012 została mistrzynią Ameryki Południowej juniorów młodszych na dystansie 100 metrów przez płotki. Rok później znalazła się w składzie wenezuelskiej sztafety 4 × 100 metrów, która sięgnęła po brąz czempionatu Ameryki Południowej. Srebrna i brązowa medalistka mistrzostw panamerykańskich juniorów (2013). W 2014 startowała na mistrzostwach świata juniorów w Eugene, podczas których zajęła 5. miejsce w biegu płotkarskim oraz była dziesiąta w finale skoku w dal. Srebrna medalistka mistrzostw Ameryki Południowej w biegu na 100 metrów przez płotki (2017).
Złota medalistka mistrzostw Wenezueli.

## Osiągnięcia
| Rok  | Impreza                                     | Miejsce             | Konkurencja                     | Lokata      | Wynik  |
| ---- | ------------------------------------------- | ------------------- | ------------------------------- | ----------- | ------ |
| 2012 | Mistrzostwa ibero-amerykańskie              | Barquisimeto        | bieg na 100 metrów przez płotki | eliminacje  | 14,17  |
| 2012 | Mistrzostwa świata juniorów                 | Barcelona           | bieg na 100 metrów przez płotki | eliminacje  | 14,42  |
| 2012 | Młodzieżowe mistrzostwa Ameryki Płd.        | São Paulo           | sztafeta 4 × 100 metrów         | 4. miejsce  | 46,61  |
| 2012 | Mistrzostwa Ameryki Płd. juniorów młodszych | Mendoza             | bieg na 100 metrów przez płotki | 1. miejsce  | 14,32  |
| 2013 | Mistrzostwa Ameryki Południowej             | Cartagena de Indias | bieg na 100 metrów przez płotki | 5. miejsce  | 14,17  |
| 2013 | Mistrzostwa Ameryki Południowej             | Cartagena de Indias | sztafeta 4 × 100 metrów         | 3. miejsce  | 45,44  |
| 2013 | Mistrzostwa panamerykańskie juniorów        | Medellín            | bieg na 100 metrów przez płotki | 3. miejsce  | 13,65  |
| 2013 | Mistrzostwa panamerykańskie juniorów        | Medellín            | skok w dal                      | 2. miejsce  | 6,04   |
| 2013 | Mistrzostwa panamerykańskie juniorów        | Medellín            | sztafeta 4 × 100 metrów         | 4. miejsce  | 46,70  |
| 2013 | Igrzyska boliwaryjskie                      | Trujillo            | bieg na 100 metrów przez płotki | 5. miejsce  | 13,91  |
| 2014 | Igrzyska Ameryki Południowej                | Santiago            | bieg na 100 metrów przez płotki | 7. miejsce  | 13,84  |
| 2014 | Igrzyska Ameryki Południowej                | Santiago            | skok w dal                      | 5. miejsce  | 5,92   |
| 2014 | Mistrzostwa świata juniorów                 | Eugene              | bieg na 100 metrów przez płotki | 5. miejsce  | 13,26  |
| 2014 | Mistrzostwa świata juniorów                 | Eugene              | skok w dal                      | 10. miejsce | 5,88   |
| 2014 | Młodzieżowe mistrzostwa Ameryki Południowej | Montevideo          | bieg na 100 metrów przez płotki | 1. miejsce  | 13,51w |
| 2014 | Młodzieżowe mistrzostwa Ameryki Południowej | Montevideo          | skok w dal                      | 5. miejsce  | 5,99   |
| 2014 | Młodzieżowe mistrzostwa Ameryki Południowej | Montevideo          | sztafeta 4 × 100 metrów         | 2. miejsce  | 46,50  |
| 2014 | Igrzyska Ameryki Środkowej i Karaibów       | Xalapa              | bieg na 100 metrów przez płotki | 5. miejsce  | 13,63  |
| 2015 | Mistrzostwa Ameryki Południowej             | Lima                | bieg na 100 metrów przez płotki | 4. miejsce  | 13,85  |
| 2015 | Mistrzostwa Ameryki Południowej             | Lima                | skok w dal                      | 6. miejsce  | 5,93   |
| 2015 | Igrzyska panamerykańskie                    | Toronto             | bieg na 100 metrów przez płotki | eliminacje  | 13,37w |
| 2016 | Mistrzostwa ibero-amerykańskie              | Rio de Janeiro      | bieg na 100 metrów przez płotki | 4. miejsce  | 13,24  |
| 2017 | Mistrzostwa Ameryki Południowej             | Asunción            | bieg na 100 metrów przez płotki | 2. miejsce  | 13,16w |
| 2018 | Igrzyska Ameryki Południowej                | Cochabamba          | bieg na 100 metrów przez płotki | 1. miejsce  | 13,08  |
| 2018 | Igrzyska Ameryki Południowej                | Cochabamba          | sztafeta 4 × 100 metrów         | 1. miejsce  | 44,71  |
| 2018 | Igrzyska Ameryki Środkowej i Karaibów       | Barranquilla        | bieg na 100 metrów przez płotki | 4. miejsce  | 13,18  |
| 2018 | Igrzyska Ameryki Środkowej i Karaibów       | Barranquilla        | sztafeta 4 × 100 metrów         | 6. miejsce  | 45,71  |
| 2019 | Mistrzostwa Ameryki Południowej             | Lima                | bieg na 100 metrów przez płotki | 1. miejsce  | 13,29  |
| 2019 | Mistrzostwa Ameryki Południowej             | Lima                | skok w dal                      | 6. miejsce  | 6,24   |
| 2019 | Mistrzostwa świata                          | Doha                | bieg na 100 metrów przez płotki | półfinał    | 13,18  |
| 2019 | Igrzyska panamerykańskie                    | Lima                | bieg na 100 metrów przez płotki | 8. miejsce  | 13,44  |
| 2019 | Igrzyska panamerykańskie                    | Lima                | sztafeta 4 × 100 metrów         | 6. miejsce  | 44,73  |
| 2025 | Halowe mistrzostwa Ameryki Południowej      | Cochabamba          | bieg na 60 metrów przez płotki  | 3. miejsce  | 8,30   |

## Rekordy życiowe
- Bieg na 100 metrów przez płotki – 12,97 (2019) rekord Wenezueli
- Skok w dal – 6,44 (2020)